# ريتشارد كوبر (لاعب كريكت بريطاني)
ريتشارد كوبر (7 أغسطس 1972 في المملكة المتحدة - ) (بالإنجليزية: Richard Cooper)‏ هو لاعب كريكت بريطاني. لعب مع نادي مقاطعة ستافوردشاير للكريكت ‏.

## وصلات خارجية
- ريتشارد كوبر (لاعب كريكت بريطاني) على موقع إي آس بي آن كريك إنفو (الإنجليزية)